# Турегельдин, Пшен
Пшен Турегельдин (каз. Пішен Төрегелдин; 1875 год — 1948 год) — старший табунщик колхоза «Коминтерн» Иргизского района Актюбинской области, Казахская ССР. Герой Социалистического Труда (1948).

## Биография
Пшен Турегельдин родился в 1875 году в Иргизском уезде Тургайской области (ныне Иргизский район Актюбинской области Казахстана). Казах по национальности.
С юных лет занимался животноводством.
С 1930 года работал в товариществе по совместной обработке земли, с 1939 года продолжил трудовую деятельность в колхозе «Коминтерн» (посёлок Коминтерн) Иргизского района. В разные годы занимал должности гуртоправа и табунщика, заведовал конетоварной фермой колхоза.
В середине 1940-х годов Пшен Турегельдин работал старшим табунщиком. В 1947 году его коллектив добился выдающихся результатов, вырастив 70 жеребят от 70 кобыл при табунном содержании.
За высокие достижения в животноводстве в 1947 году Пшен Турегельдин был удостоен звания Героя Социалистического Труда Указом Президиума Верховного Совета СССР от 23 июля 1948 года. Он был награждён орденом Ленина и золотой медалью «Серп и Молот». Этим же указом высокого звания были удостоены заведующий колхозной конефермы конефермы Нуртуяк Жаманшин, председатель колхоза «Коминтерн» Амирхан Барысбаев и табунщик колхоза «Коминтерн» Есен Игибаев. 
Проживал в посёлке Коминтерн (с 2006 года — село Кутиколь Аманкольского сельского округа Иргизского района). Скончался в 1948 году.

### Награды
Указом Президиума Верховного Совета СССР от 23 июля 1948 года «за получение высокой продуктивности животноводства в 1947 году» удостоен звания Героя Социалистического Труда с вручением ордена Ленина и золотой медали «Серп и Молот».